# Дуткевич, Адам
А́дам Джо́натан Дутке́вич (англ. Adam Jonathan Dutkiewicz; 4 апреля 1977) — американский музыкант, звукоинженер, автор песен и музыкальный продюсер, наиболее известный как соло-гитарист и бэк-вокалист металкор-групп из Массачусетса Killswitch Engage, Aftershock и Times of Grace, а также гитарист и соведущий вокалист мелодик-дэт- метал-супергруппы Serpentine Dominion.

## Биография
Дуткевич, польского, австрийского, шотландского и английского происхождения, вырос в Вестгемптоне, штат Массачусетс.  Дуткевич учился в региональной средней школе Хэмпшира.  Позже Дуткевич также поступил в Музыкальный колледж Беркли в Бостоне, изучая производство, звукорежиссуру и бас-гитару.  Во время учебы в колледже он начал играть в группе Aftershock с другом Джоэлом Строцелем.  Позже Стротцель присоединится к Дуткевичу, Майку Д'Антонио и Джесси Личу в создании Killswitch Engage.  Дуткевич был барабанщиком Killswitch Engage до выпуска второго альбома Alive or Just Breathing, когда он перешел на гитару, а барабанщиком группы стал Том Гомес.
Он взял на себя роль продюсера на всех записях Killswitch Engage, за исключением их второго одноименного альбома Killswitch Engage, который был выпущен 30 июня 2009 года. Для этого альбома он взял на себя  работа сопродюсером вместе с Бренданом О'Брайеном (известен по работе с AC/DC, The Offspring, Pearl Jam, Rage Against the Machine , Incubus, Mastodon и Stone Temple Pilots).  Адам также продюсировал группы As I Lay Dying, Underøath, The Devil Wears Prada, The Acacia Strain, Unearth, All That Remains, From Autumn to Ashes, Джонни Труант, Parkway Drive, The Agony Scene, Everytime I Die и другие.  Его сравнивают с Россом Робинсоном, продюсером многих ню-метал альбомов, из-за его влияния на современный металл и формирования звучания мелодик-металкора.  Он также является инженером студии звукозаписи Zing Recording Studios, которая продюсировала многих артистов, в том числе нескольких из Tooth & Nail Records и ее дочернего лейбла хэви-метала Solid State Records.  
В 2016 году Адам сформировал Serpentine Dominion, в состав которого также вошли Джордж «Corpsegrinder» Фишер и Шеннон Лукас.

## Оборудование

### Гитары
Дуткевич долгое время играл на гитарах Caparison, в основном используя модель Caparison PLM-3, снятую с производства, со звукоснимателями EMG (EMG-85 в бридже и две одиночные катушки EMG SA в середине и на грифе) и DR Tite-Fit. Струны 012-.052. Он также использует модели Caparison Dellinger, Horus, TAT и Angelus. Цитируется, что он сказал, что ему нравятся гитары, потому что у них очень «стратоподобный гриф». С 2007 года его видели с использованием различных моделей и брендов, но он по-прежнему использует Caparison для отслеживания в студии.
На шоу 2008 года Дуткевич использовал черный Parker Fly с комплектом звукоснимателей EMG 81 / EMG 85. Кроме того, он использовал нестандартный Caparison, созданный по образцу модели Деллинджера. Ранее он использовал гитары Parker из-за их легкого веса, чтобы не усугубить проблемы со спиной, но прекратил свое одобрение из-за проблем с качеством после получения своей фирменной модели. Где-то в 2008 году он переключился на стандартную PRS Guitars Custom 22, которой пользовался несколько лет. В видео на "In Due Time" Дуткевича можно увидеть с помощью EVH Wolfgang Hardtail. С тех пор он полностью переключился на EVH Wolfgangs. Модификации, внесенные в Wolfgang, включают удаление звукоснимателя грифа, переключателя звукоснимателей и ручки тона, замену упора для точной настройки Schaller на стандартный упор, замену стопорной гайки стандартной гайкой и установку локовых колков.
В 2015 году Дуткевич официально вернулся в Caparison Guitars. Теперь он также использует звукосниматели Fishman Fluence Modern. Он использует свою фирменную модель Caparison Metal Machine. Он основан на TAT Special FX со звукоснимателем Fishman Fluence Killswitch Engage Signature в положении бриджа. Он отказался от звукоснимателя грифа, чтобы в гитаре было больше дерева.

### Усиление и эффекты
Дуткевич использовал самые разные усилители на протяжении всей своей карьеры, в том числе головы Mesa Boogie Roadster и Triple Rectifier, Marshall JCM900, модифицированный Soldano SLO-100 и Hughes and Kettner TriAmp MKII, которые ему не нравились для металла, потому что он сказал, что это «плохо держалось вместе». Он также использовал Framus Cobra и Dragon, Peavey 5150, Splawn Nitro, Diezel VH4 и Fuchs Viper для искаженных тонов, а также Fender Twin '65 Reverb и Vox AC30 для чистых тонов. В настоящее время он одобрен Laney Amplification, использует их серию усилителей Ironheart и в настоящее время использует фирменный усилитель Тони Айомми TI-100.
В своем нынешнем живом усилителе он использует оба усилителя Laney, используя голову Laney Iommi с загруженным Celestion Vintage 30 кабинетом Laney Iommi 4x12 для искаженных тонов и комбо Laney Lionheart 1x12 для чистых тонов.
Для своей текущей установки для живых эффектов он использует овердрайв Maxon OD808, дилэй Maxon AD-9, компрессор Maxon CP-9 Pro+, шумоподавитель Boss Corporation NS-2, переключатель Boss ABY, Jet City JetDirect DI box и Korg. Тюнер DTR2000. Для беспроводной связи он использует Audio-Technica 5000 Series.
В настоящее время Дуткевич использует наборы струн D'Addario EXL115 (0,011–0,049) с медиаторами Intune 1,14 мм.

## Сценическое шоу

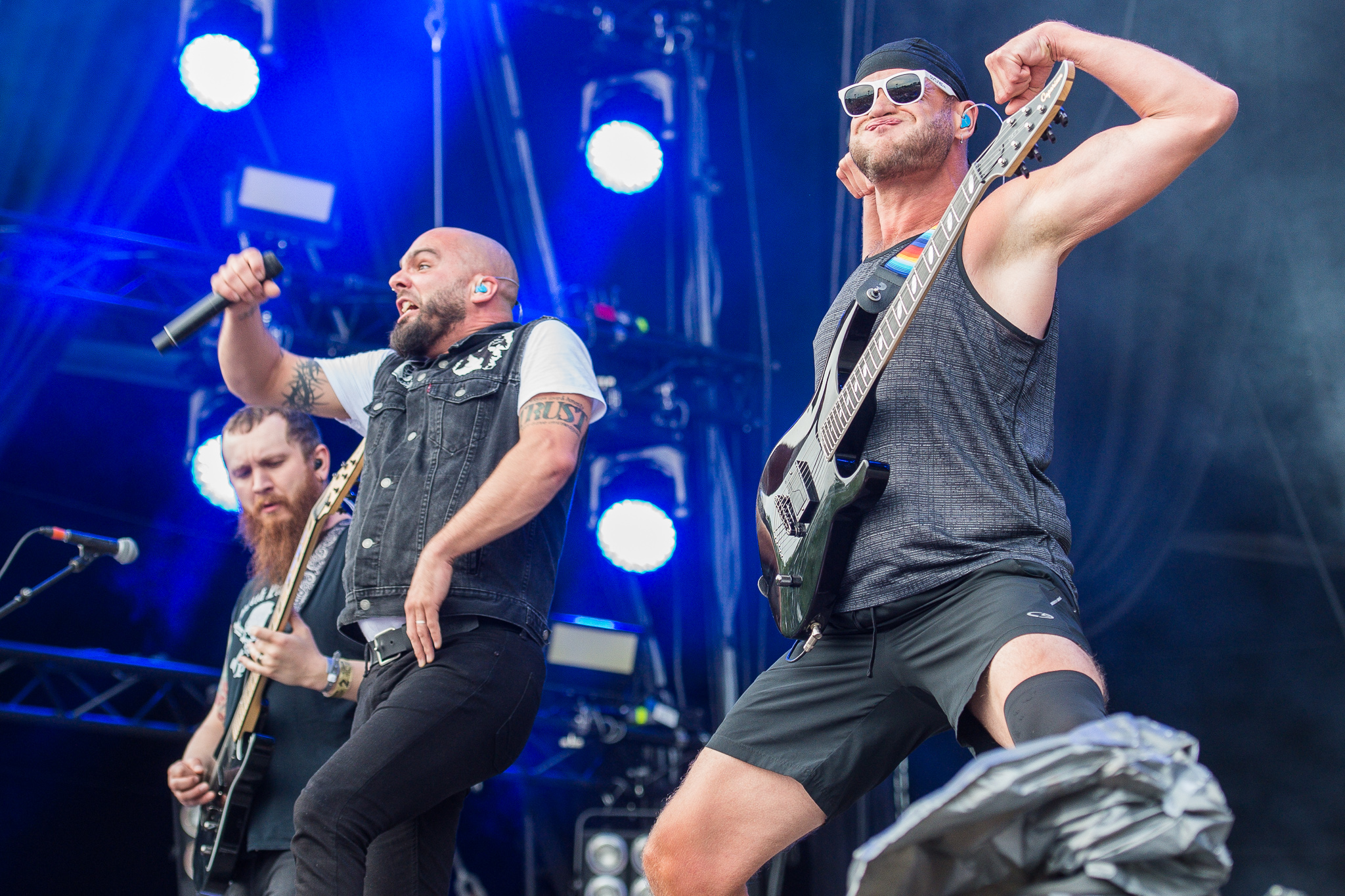
Адам Дуткевич (крайний справа) во время выступления Killswitch Engage. Адам Дуткевич известен своим уникальным сценическим костюмом.

Джоэл Стротцель заявил о сценическом образе Адама Дуткевича, сказав: «Адам любит выводить все из себя. Он просто хочет хорошо провести время — ведет себя как мудак, но забавным образом. Ему нравится заводить людей, подстрекать толпу. Он встает там и называет толпу «кисками» и все такое прочее. Но если исходить от парня в коротких шортах и плаще, то к таким вещам нужно относиться спокойно».
Джесси Лич заявил о сценическом наряде Дуткевича: «Это его своего рода средний палец для всех, для всех людей, которые ведут себя очень жестко и думают, что металл должен быть гибельным и мрачным, и пытается быть крутым или крутым парнем, это его путь панк-рокерский».

## Личная жизнь
Дуткевич был чёткогранником.
10 февраля 2015 года Дуткевич был участником игрового шоу CBS The Price Is Right, где он выиграл призы на сумму 51 832 доллара, включая Honda Fit 2015 года, Nissan Frontier 2015 года, небольшой трейлер и поездку в Боррего-Спрингс.

## Дискография

### Aftershock
- Letters (1997) – барабаны
- Through the Looking Glass (2000) – соло-гитара, вокал

### Burn Your Wishes
- Split EP w/ The Awards (2003) – гитара

### Killswitch Engage
- Killswitch Engage (2000) – ударные, бэк-вокал, продакшн
- Alive or Just Breathing (2002) – ударные, клавишные, гитара, бэк-вокал, продакшн
- The End of Heartache (2004) – соло-гитара, дополнительная перкуссия, бэк-вокал, продакшн
- As Daylight Dies (2006) – соло-гитара, бэк-вокал, совместный продакшн
- Killswitch Engage II (2009) – гитара, бэк-вокал, совместный продакшн
- Disarm the Descent (2013) – гитара, бэк-вокал, продакшн
- Incarnate (2016) – гитара, бэк-вокал, продакшн
- Atonement (2019) – гитара, бэк-вокал, продакшн

### Times of Grace
- The Hymn of a Broken Man (2011) –  вокал, гитара, ударные, бас-гитара, продакшн
- Songs of Loss and Separation (2021) – вокал, гитара, ударные, бас-гитара, продакшн

### Serpentine Dominion
- Serpentine Dominion (2016) – гитара, бас-гитара, бэк-вокал, продакшн

### Другие появления
- Total Brutal от Austrian Death Machine (2008) – продакшн, гитарное соло в "Come with Me If You Want to Live"
- "A Song for Chi" сборник – гитара